# Trümmerliteratur
 (mars 2022).

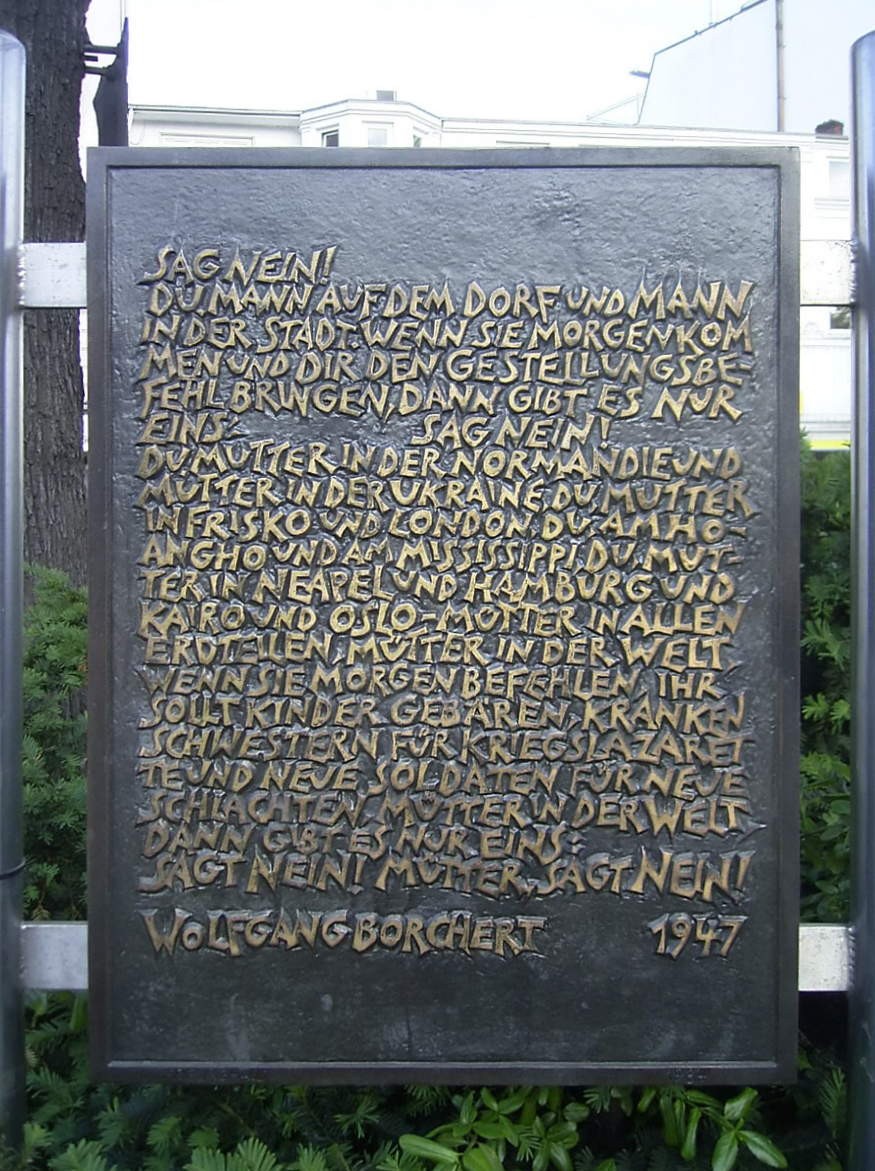
'Sag Nein' par Wolfgang Borcherts, sur une plaque à Hamburg-Eppendorf.

La Trümmerliteratur (« littérature des ruines », aussi appelée littérature de l'heure zéro, littérature de guerre ou littérature des Heimkehrer - les prisonniers de guerre allemands ou autrichiens ayant pu retourner dans leur pays après la seconde guerre mondiale) est une période littéraire allemande. Elle fit son apparition en Allemagne immédiatement après la Seconde Guerre mondiale et, à partir du début des années 1950, cède le pas au profit de mouvements littéraires plus modernes et plus ambitieux, avec des auteurs comme Arno Schmidt, Günter Grass, Peter Rühmkorf et Uwe Johnson. 

## Classement littéraire historique
Les auteurs de la Trümmerliteratur étaient pour la plupart des jeunes hommes qui, au lendemain de la guerre, étaient détenus dans des camps de prisonniers ou qui avaient réussi à revenir dans leur pays. C'est pour cette raison que cette période littéraire émergea, entre autres, dans des journaux de camps de prisonniers de guerre (à l'exemple du journal Der Ruf). La plupart de ces auteurs n'en étaient qu'au début de leur carrière littéraire, ils ne perpétuaient pas la tradition littéraire nationale-socialiste, ni celle de la littérature de l'émigration intérieure ou de la littérature d'exil.
Les short stories américaines servirent de référence et de modèle, de par leur style concis, minimaliste et objectif, et plus particulièrement les œuvres d'Ernest Hemingway, de John Steinbeck et de William Faulkner. Les français Jean Anouilh, Jean-Paul Sartre, Albert Camus, tout comme les italiens Elio Vittorini et Ignazio Silone furent aussi des auteurs qui exercèrent une influence idéologique ; certains étaient issus du mouvement de l'existentialisme, d'autres avaient combattu dans la résistance. Des émigrants allemands, comme Arthur Koestler et Gustav Regler, humanitaires de gauche et non-conformistes, firent également figures de modèles, tout comme des jeunes Allemands opposants à Hitler qui comptaient parmi les soldats allemands en France, entre autres Nicolaus Sombart et Alfred Andersch.  
La Trümmerliteratur prit fin lorsque l'Allemagne regagna en prospérité, lorsque les villes furent reconstruites et les horreurs de la guerre oubliées. Plusieurs autres facteurs conduisirent au déclin de la Trümmerliteratur. Le mouvement subissait la pression visant à rétablir une norme littéraire, son développement était trop pusillanime et laborieux. Le manque d'assurance concernant la forme et l'ego surdimensionné de nombreux auteurs contribuèrent à son affaiblissement, tout comme la prise de distance tardive de quelques écrivains à l'égard de leurs œuvres d'après-guerre, considérées comme des écarts de jeunesse. Certains auteurs continuèrent cependant à marquer la littérature d'après-guerre, comme par exemple le groupe 47 ou la littérature de la République démocratique allemande. 

## Style et thématique
Les auteurs de la Trümmerliteratur revendiquent une littérature radicalement nouvelle. Ils essayent expressément de se soustraire aux courants littéraires qui les précédent, sur le fond comme sur la forme. En effet l'un des objectifs est de réinventer et purifier la langue du Troisième Reich. Tout comme les auteurs refusent la calligraphie comme étant une écriture littéraire, l'expression d'idéologie et de sentiments devient taboue. La nouvelle littérature doit être réaliste, non-psychologique et authentique. Elle doit appréhender les événements contemporains et l'existence avec exactitude. Les auteurs préconisent un réalisme magique derrière lequel le lecteur peut percevoir l'irréel blotti derrière la réalité. Si un auteur souhaite laisser son empreinte dans ce mouvement nouveau, il doit s'engager dans la littérature et dans la réalité et abandonner sa tour d'ivoire. 
Malgré tout, la Trümmerliteratur a recours à de multiples reprises à d'anciens mouvements littéraires, tels que le romantisme, l'expressionnisme et la nouvelle objectivité. Des formes traditionnelles de lyrisme, comme le sonnet, sont aussi exploitées. Les procédés stylistiques employés sont le laconisme, lequel décrit, sans porter de jugement, le monde dévasté et en ruines, ainsi qu'une réduction du lieu, du temps de narration et des personnages sous forme d'épisodes. Un autre procédé stylistique important est la répétition. 
En termes de contenu, la Trümmerliteratur observe, dans un style austère et direct, la misère dans les villes en ruines et dans les camps de réfugiés. Une autre thématique récurrente est le destin de personnages isolés et errants, qui font face aux ruines de leur patrie et de leurs biens, mais aussi aux ruines de leurs idéaux et qui n'ont d'autres choix que de l'accepter. Nombreux sont ceux qui se sentent concernés par le concept de Heimkehrer ; des histoires de soldats ou de prisonniers de guerre revenus au pays qui se retrouvent soudainement dans un monde dans lequel ils n'ont plus leur place. De la même manière, la question de la culpabilité et de la responsabilité collective de la guerre et de l'holocauste sont mises au premier plan. Cette question est loin d'être simple puisque, pendant la guerre, de nombreux auteurs ont eux-mêmes été soldats, et se doivent d'analyser le rôle qu'ils ont joué. La Trümmerliteratur critique la restauration politique et sociétale de l'Allemagne.
De nombreux styles littéraires sont proscrits et considérées avec hostilité : entre autres, la littérature militante, ainsi que la propagande, la littérature classique, le procédé stylistique du recours à l'Antiquité, la calligraphie littéraire, la littérature pathétique et sentimentale, l'évasion ou encore le rationalisme du XIXe siècle.

## Kahlschlagliteratur
La Kahlschlagliteratur est un courant de pensée thématiquement proche de la Trümmerliteratur. Elle décrit l'expérience de la guerre et de l'après-guerre du point de vue des « petites gens ». Ce courant, principalement décrit dans l'anthologie de nouvelles de Wolfgang Weyrauch Tausend Gramm, met encore une fois en valeur le réalisme magique. La littérature doit servir à faire un trait sur le passé et à la réorganisation de la société. Le style est caractérisé par le dépouillement de la langue et la quasi absence de périphrases et d'appositions. À travers cette pénurie du langage (d'où l'expression Kahlschlag, littéralement  « coupe à blanc » ou « déboisement »), le but est de purifier la langue abusée par l'idéologie nationale-socialiste. Au niveau du contenu, l'appréhension de la vérité est un thème central, mais aussi la misère dans les villes détruites et le destin des hommes se tenant face aux ruines de leur existence (ce qui signifie « perte de leur patrie, de leurs biens et de leurs idéaux »). Ce courant aborde lui aussi la question de la responsabilité de guerre et de l'holocauste et critique la restauration politique et sociétale allemande. 

## Auteurs et œuvres
La qualification d'écrivain de la Trümmerliteratur est souvent discutable. La plupart du temps, seule une petite partie de l'œuvre de ces auteurs s'inscrit dans cette brève période littéraire. 
- Alfred Andersch
- Johannes R. Becher (Heimkehr)
- Heinrich Böll (Le Silence de l'ange, Où étais-tu, Adam ?, Der Mann mit den Messern, La Mort de Lohengrin, Le train était à l'heure)
- Wolfgang Borchert (Dehors devant la porte, Das Brot, Die Küchenuhr, Nachts schlafen die Ratten doch, Die Kirschen, Die drei dunklen Könige)
- Paul Celan (Der Sand aus den Urnen)
- Günter Eich (Züge im Nebel, Inventur, Latrine)
- Erich Kästner (Textes pour le cabaret de Munich "Die Schaubude")
- Wolfgang Koeppen (Pigeons sur l'herbe)
- Walter Kolbenhoff (Von unserem Fleisch und Blut (Roman); Heimkehr in die Fremde (Roman))
- Jan Molitor (Cavalcade 1946)
- Heinz Rein (In einer Winternacht), se situe dans ce courant littéraire au début de la RDA
- Hans Werner Richter (Deine Söhne Europa)
- Arno Schmidt (Léviathan, Brand’s Haide)
- Franz-Joseph Schneider
- Wolfdietrich Schnurre (Ein Unglücksfall, Das Begräbnis, Auf der Flucht, Steppenkopp)
- Wolfgang Weyrauch (Tausend Gramm)

## Trümmerfilm
En parallèle de la Trümmerliteratur, des Trümmerfilms virent le jour à la fin des années 1940. Ils s'inspiraient en partie d’œuvres de la Trümmerliteratur, à l'exemple de Liebe 47 (« Amour 47 » en français), une mise à l'écran de la pièce radiophonique de Wolfgang Borchert Dehors devant la porte.